# مصعب العلي
مصعب نَزَّالْ العلي (مواليد 1985 الطيانة، دير الزور) جراح أعصاب وسياسي سوري ألماني يشغل منصب وزير الصحة في حكومة أحمد الشرع منذ 29 آذار 2025. وهو معروف بمسيرته الطبية ومشاركته في المعارضة السورية خلال السنوات الأولى من الحرب الأهلية السورية.